# Zmarli w sierpniu 2023

## Sierpień 2023
- 31 sierpnia
  - Curtis Fowlkes – amerykański trębacz i wokalista jazzowy[1]
  - Gayle Hunnicutt – amerykańska aktorka[2]
  - Jan Jongbloed – holenderski piłkarz[3]
  - Silvina Luna – argentyńska aktorka[4]
  - Marti Maraden – kanadyjska aktorka pochodzenia amerykańskiego[5]
  - Piotr Wolański – polski naukowiec, profesor nauk technicznych[6]
- 30 sierpnia
  - Mohamed Al-Fayed – egipski biznesmen, działacz sportowy, prezes klubu piłkarskiego Fulham F.C.[7]
  - Giennadij Sapunow – rosyjski zapaśnik[8]
  - Jack Sonni – amerykański gitarzysta rockowy, członek zespołu Dire Straits[9]
- 29 sierpnia
  - Nancy Buirski – amerykańska reżyserka filmowa[10]
  - Stanisław Papież – polski polityk i dziennikarz, poseł na Sejm IV i V kadencji (2001–2005, 2006–2007)[11]
- 28 sierpnia
  - Rabban al-Qas – iracki duchowny chaldejski, biskup Amadija (2001–2021)[12]
  - Len Chandler – amerykański muzyk country[13]
  - Andrzej Zajączkowski – polski reżyser i scenarzysta filmów dokumentalnych[14]
- 27 sierpnia
  - Maurice Fréchard – francuski duchowny rzymskokatolicki, arcybiskup Auch (1996–2004)[15]
  - Barbara Gierak-Pilarczyk – polska lekarka i samorządowiec[16]
  - Denyse Plummer – trynidadzka piosenkarka[17]
  - Alojz Rakús – słowacki polityk i lekarz psychiatra, minister zdrowia Czechosłowacji (1990–1992)[18]
  - Don Sundquist – amerykański polityk, gubernator stanu Tennessee (1995–2003)[19]
- 26 sierpnia
  - Geraldo Majella Agnelo – brazylijski duchowny rzymskokatolicki, biskup Toledo (1978–1982), arcybiskup metropolita São Salvador da Bahia (1999–2011), kardynał[20]
  - Bob Barker – amerykański aktor, prezenter prowadzący teleturnieje[21]
  - Bosse Broberg – szwedzki muzyk i trębacz jazzowy[22]
  - Jacek Czayka – polski działacz partyjny i inżynier mechanik, wicewojewoda (1982–1986) i wojewoda (1986–1990) koszaliński[23]
  - Ljubiša Igić – jugosłowiański polityk i przedsiębiorca, partyzant podczas II wojny światowej, przewodniczący Prezydencji Socjalistycznej Republiki Serbii (1989)[24]
  - Bertrand Marchand – francuski piłkarz, trener[25]
  - Gleb Panfiłow – rosyjski reżyser i scenarzysta filmowy[26]
  - Zbigniew Pawłowicz – polski lekarz, chirurg, polityk, poseł na Sejm VIII kadencji (2015–2019) i senator RP VII kadencji (2007–2011)[27]
  - Andrzej Precigs – polski aktor i samorządowiec[28]
- 25 sierpnia
  - Jerzy Bruliński – polski działacz partyjny i państwowy, menedżer, wicewojewoda szczeciński (1987–1990)[29]
  - Siergiej Fiłatow – rosyjski działacz społeczny, polityk[30]
  - Bohdan Lapis – polski historyk[31]
  - Diane de Margerie – francuska pisarka i tłumaczka[32]
  - Brian McBride – amerykański muzyk, członek zespołu Stars of the Lid[33]
  - Agnieszka Strzemińska – polska dziennikarka i prezenterka radiowa[34]
- 24 sierpnia
  - Andrzej Kasprzak – polski koszykarz, olimpijczyk (1968, 1972)[35]
  - Bernie Marsden – brytyjski gitarzysta, wokalista i kompozytor, członek zespołu Whitesnake[36]
  - Arleen Sorkin – amerykańska aktorka, scenarzystka i prezenterka telewizyjna[37]
  - Bray Wyatt – amerykański wrestler[38]
- 23 sierpnia
  - Stefania Bajer – polska działaczka konspiracji niepodległościowej w czasie II wojny światowej, dama orderów[39][40]
  - Robert Hale – amerykański śpiewak operowy (bas-baryton)[41]
  - Joseph Hart – amerykański duchowny rzymskokatolicki, biskup Cheyenne (1978–2001)[42]
  - Barbara Matys-Wysiadecka – polska działaczka konspiracji niepodległościowej w czasie II wojny światowej, dama orderów, stulatka[43]
  - Hersha Parady – amerykańska aktorka[44]
  - Eugeniusz Patyk – polski nauczyciel, polityk, senator RP III kadencji (1993–1997)[45]
  - Jewgienij Prigożyn – rosyjski oligarcha, właściciel fabryki trolli, oraz Grupy Wagnera[46]
  - Dmitrij Utkin – rosyjski podpułkownik wywiadu wojskowego GRU, założyciel Grupy Wagnera[47]
- 22 sierpnia
  - Mathilde van den Brink – holenderska polityk i nauczycielka, posłanka do Parlamentu Europejskiego III kadencji[48]
  - Tom Courtney – amerykański lekkoatleta, średniodystansowiec, podwójny mistrz olimpijski (1956)[49]
  - Pastor Cuquejo – paragwajski duchowny rzymskokatolicki, arcybiskup Asunción (2002–2014)[50]
  - Toto Cutugno – włoski piosenkarz, zwycięzca 35. Konkursu Piosenki Eurowizji[51]
  - Martin Laciga – szwajcarski siatkarz plażowy[52]
  - Fernando Legal – brazylijski duchowny rzymskokatolicki, biskup Limeira (1985–1989) i São Miguel Paulista (1989–2008)[53]
  - Alexandra Paul – kanadyjska łyżwiarka figurowa, startująca w parach tanecznych, a następnie prawniczka i trenerka łyżwiarstwa figurowego[54]
  - Irena Woźniacka – polska piosenkarka[55]
- 21 sierpnia
  - Eric Prescott – angielski rugbysta[56]
  - Andy Rankin – angielski piłkarz[57]
- 20 sierpnia
  - Aivars Lazdenieks – łotewski wioślarz[58]
  - Rusi Petrow – bułgarski zapaśnik, mistrz świata (1971)[59]
  - Bill Vukovich Jr. – amerykański kierowca wyścigowy[60]
- 19 sierpnia
  - Gloria Coates – amerykańska kompozytorka muzyki poważnej[61]
  - Howard Hubbard – amerykański duchowny rzymskokatolicki, biskup Albany (1977–2014)[62]
  - Ron Cephas Jones – amerykański aktor[63]
  - Józef Kański – polski muzykolog, krytyk muzyczny, pianista[64]
  - Carlo Mazzone – włoski piłkarz, trener[65]
  - Jean-Claude Nallet – francuski lekkoatleta, sprinter, płotkarz[66]
  - Václav Patejdl – słowacki wokalista, kompozytor, członek zespołu Elán[67]
  - Noura Bint Faisal Al Saud – saudyjska księżniczka[68]
  - Marek Szaruga – polski samorządowiec i nauczyciel, burmistrz Kcyni (2014–2023)[69]
  - John Warnock – amerykański informatyk, grafik komputerowy, przedsiębiorca, współzałożyciel firmy Adobe Systems[70]
- 18 sierpnia
  - James L. Buckley – amerykański polityk, doradca Departamentu Stanu USA (1982)[71]
  - Ray Hildebrand – amerykański piosenkarz znany z duetu Paul & Paula[72]
  - Al Quie – amerykański politolog, polityk, gubernator stanu Minnesota (1979–1983)[73]
  - Jørn Riel – duński pisarz[74]
- 17 sierpnia
  - Karol Joseph Bobko – amerykański inżynier, pilot wojskowy, astronauta[75]
  - John Devitt – australijski pływak, mistrz olimpijski (1956, 1960)[76]
  - Bobby Eli – amerykański multiinstrumentalista, autor tekstów, kompozytor, aranżer[77]
  - Felicja Jagodzińska – polska śpiewaczka, aktorka i wykładowczyni akademicka[78]
  - David Ostrosky – meksykański aktor[79]
  - Guillermo Timoner – hiszpański kolarz torowy i szosowy[80]
- 16 sierpnia
  - Beriz Belkić – bośniacki ekonomista, polityk, przewodniczący Prezydium Bośni i Hercegowiny (2002), premier kantonu Sarajewo (1998–2001)[81]
  - Jan Greber – polski aktor[82]
  - Mariano Moreno García – hiszpański duchowny rzymskokatolicki, prałat Cafayate (2008–2014)[83]
  - Jerry Moss – amerykański producent muzyczny, współzałożyciel wytwórni płytowej A&M Records[84]
  - Michael Parkinson – brytyjski dziennikarz radiowy i telewizyjny[85]
  - Renata Scotto – włoska śpiewaczka operowa (sopran), reżyser operowa[86]
  - Jan Stopyra – polski samorządowiec i ekonomista, przewodniczący PMRN/prezydent Szczecina (1973–1984), przewodniczący rady miejskiej Szczecina (2010–2014)[87]
  - Giennadij Żydko – rosyjski dowódca wojskowy, generał pułkownik[88]
- 15 sierpnia
  - Léa Garcia – brazylijska aktorka[89]
  - Jan Jeda – polski samorządowiec i działacz opozycji antykomunistycznej w PRL, burmistrz Nowego Miasta Lubawskiego (1990–1994)[90][91]
  - Liam MacDaid – irlandzki duchowny rzymskokatolicki, biskup Clogher (2010–2016)[92]
- 14 sierpnia
  - Louis Mexandeau – francuski historyk, nauczyciel, polityk, minister poczty (1981–1986)[93]
  - László Zarándi – węgierski lekkoatleta, sprinter[94]
- 13 sierpnia
  - Patricia Bredin – angielska aktorka, reprezentantka Wielkiej Brytanii w konkursie Eurowizji 1957[95]
  - Thierry Despont – francuski architekt[96]
  - Constantino Méndez – hiszpański prawnik, polityk, sekretarz stanu ds. obrony (2008–2011)[97]
- 12 sierpnia
  - Atanas Gołomeew – bułgarski koszykarz[98]
  - Andrzej Kaznowski – polski ekonomista, dyplomata i samorządowiec, prezydent Gdańska (1973–1977)[99]
  - Wolfgang Żmudziński – polski prawnik, notariusz, nestor notariatu polskiego[100]
- 11 sierpnia
  - Mike Ahern – australijski polityk, premier Queenslandu (1987–1989)[101]
  - Luigi Farci – włoski hokeista na trawie, olimpijczyk z 1960[102]
  - Jalila Hafsia – tunezyjska pisarka, dziennikarka i działaczka feministyczna[103]
  - Tom Jones – amerykański pisarz[104]
  - Darren Kent – brytyjski aktor[105]
  - Lizeta Nikolaou – grecka piosenkarka[106]
  - Gregg Tafralis – amerykański lekkoatleta, kulomiot[107]
- 10 sierpnia
  - José Vicente Huertas Vargas – kolumbijski duchowny rzymskokatolicki, biskup Garagoa (2000–2017)[108]
  - Antonella Lualdi – włoska aktorka i piosenkarka[109]
  - Klaus Rost – niemiecki zapaśnik[110]
  - Aleksandr Wiktorienko – rosyjski pilot, podpułkownik lotnictwa, kosmonauta[111]
  - Vincentius Sutikno Wisaksono – indonezyjski duchowny rzymskokatolicki, biskup Surabai (2007–2023)[112]
  - Stan Waterman – amerykański reżyser, producent filmowy[113]
- 9 sierpnia
  - Miha Halzer –  słoweński kolarz górski[114]
  - María Cangá – ekwadorska judoczka[115]
  - Ita Ever – estońska aktorka[116]
  - Peppino Gagliardi – włoski piosenkarz, kompozytor[117]
  - Joseph Henry Ganda – sierraleoński duchowny rzymskokatolicki, biskup Kenema (1970–1980), arcybiskup Freetown (1980–2007)[118]
  - Brice Marden – amerykański malarz abstrakcyjny[119]
  - Aleksandar Matanović – serbski szachista, dziennikarz, działacz szachowy[120]
  - Harry Notenboom – holenderski polityk i ekonomista, deputowany krajowy i europejski[121]
  - Robbie Robertson – kanadyjski gitarzysta i wokalista rockowy, członek i lider zespołu The Band, poeta, aktor[122]
  - Véronique Trillet-Lenoir – francuska lekarka, onkolog, samorządowiec, polityk, eurodeputowana (2019–2023)[123]
  - Fernando Villavicencio – ekwadorski polityk, dziennikarz, kandydat w wyborach prezydenckich[124]
- 8 sierpnia
  - Federico Bahamontes – hiszpański kolarz szosowy[125]
  - Julija Borisowa – rosyjska aktorka[126]
  - Bryan Cassidy – brytyjski polityk i prawnik, poseł do Parlamentu Europejskiego II, III i IV kadencji (1984–1999)[127]
  - Dušan Kaprálik – słowacki aktor[128]
  - Julian Mazurek – polski samorządowiec i działacz opozycji antykomunistycznej w PRL, burmistrz Radzynia Podlaskiego (1990–1991)[129]
  - Luis Alberto Parra Mora – kolumbijski duchowny rzymskokatolicki, biskup Mocoa-Sibundoy (2003–2014)[130]
  - Jamie Reid – brytyjski artysta i anarchista, twórca okładek dla zespołu Sex Pistols[131]
  - Sixto Rodriguez – amerykański wokalista i gitarzysta z pogranicza rocka i folku, aktywista polityczny[132][133][134]
  - Rosemary Squires – angielska piosenkarka jazzowa[135]
  - Zbigniew Witek – prezes Towarzystwa Przyjaciół Sztuk Pięknych w Krakowie[136]
- 7 sierpnia
  - DJ Casper – amerykański didżej, hypeman i twórca piosenek[137]
  - Kostis Gimossoulis – grecki poeta i nowelista[138]
  - William Friedkin – amerykański reżyser filmowy i telewizyjny, laureat Oscara[139]
  - Mario Tronti – włoski filozof, nauczyciel akademicki, polityk[140]
- 6 sierpnia
  - Harold Hyman – amerykański historyk[141]
  - David LaFlamme – amerykański piosenkarz i skrzypek rockowy[142]
  - Wieniamin Mandrykin – rosyjski piłkarz[143]
  - Roger Pirenne – belgijski duchowny rzymskokatolicki, biskup Batouri (1994–1999), arcybiskup Bertoua (1999–2009)[144]
- 5 sierpnia
  - Jørgen Bitsch – duński działacz motoryzacyjny, prezes Duńskiego Związku Motorowego (2007–2023)[145]
  - Hélène Carrère d’Encausse – francuska historyczka, eurodeputowana (1994–1999)[146]
  - Nermin Crnkić – bośniacki piłkarz[147]
  - Philippe Curval – francuski dziennikarz, pisarz science-fiction[148]
  - Jerzy Gwizdała – polski ekonomista, zastępca prezydenta Gdańska (1998–2001), rektor Uniwersytetu Gdańskiego (2016–2020)[149][150]
  - Tristan Honsinger – amerykański wiolonczelista jazzowy[151]
  - Zdzisław Kosyrz – polski pedagog, pułkownik Ludowego Wojska Polskiego, prof. dr hab.[152][153]
  - Arthur Schmidt – amerykański montażysta filmowy[154]
- 4 sierpnia
  - Luis Alarcón – chilijski aktor[155]
  - Boniface Alexandre – haitański polityk[156]
  - Walter Charles – amerykański aktor[157]
  - Tudor Deliu – mołdawski dziennikarz, nauczyciel, polityk[158]
  - John Gosling – brytyjski klawiszowiec, członek zespołu The Kinks[159][160]
  - Paweł Lis – polski waterpolista, reprezentant kraju[161][162]
- 3 sierpnia
  - Józefa Ciesielska – polska superstulatka będąca jednocześnie najstarszą żyjącą Polką[163]
  - Carl Davis – brytyjski kompozytor i dyrygent[164]
  - Sunil Dev – indyjski krykiecista[165]
  - Mark Margolis – amerykański aktor[166]
  - Elvira Petrozzi – włoska zakonnica, założycielka Wspólnoty Cenacolo[167]
  - Bob Murdoch – kanadyjski hokeista[168]
  - Zygmunt Szweykowski – polski muzykolog, profesor nauk humanistycznych[169]
  - Wendell B – amerykański piosenkarz R&B[170]
- 2 sierpnia
  - Charles Balentine – amerykański koszykarz[171]
  - Laurence Deonna – szwajcarska dziennikarka[172]
  - Peter Dixon – angielski rugbysta[173]
  - Janusz Kubiakowski – polski samorządowiec i urzędnik, członek zarządu województwa świętokrzyskiego[174]
  - Vincent Speranza – amerykański weteran II wojny światowej[175]
  - Antoni Studziński – polski perkusista, członek zespołu Melomani[176]
  - Krzysztof Tur – polski pisarz, tłumacz i autor opracowań graficznych[177][178]
- 1 sierpnia
  - David Le Batard – amerykański artysta grafik[179]
  - Henri Konan Bédié – iworyjski polityk, prezydent Wybrzeża Kości Słoniowej (1993–1999)[180]
  - Tony Brien – irlandzki piłkarz[181]
  - Franz Csandl – austriacki bokser, olimpijczyk (1972)[182]
  - Geneviève de Fontenay – francuska kierowniczka konkursów piękności, przewodnicząca Komisji Miss France[183]
  - Bogdan Grzeloński – polski dyplomata i historyk, dr hab., ambasador RP Kanadzie[184]
  - Tibor Lendvai – węgierski kolarz torowy, olimpijczyk (1964)[185]
  - Jerzy Lipka – polski ciężarowiec[186]
  - Andrzej Siwiński – polski regionalista, autor przewodników turystycznych[187]
  - Robbie Shepherd – szkocki dziennikarz[188]
  - Jan Kanty Szreniawski – polski prawnik administratywista, profesor nauk prawnych[189]
  - Jadwiga Wileńska – polska dziennikarka i reportażystka[190][191]
  - Krzysztof Wolf – polski działacz opozycji antykomunistycznej w PRL, kawaler orderów[192]
  - Henryk Zieliński – polski działacz studencki, jeden z liderów strajku na Politechnice Warszawskiej w marcu 1968[193]

- data dzienna nieznana
  - Leszek Domalewski – polski gitarzysta basowy, członek zespołu Kasa Chorych[194].
  - Stanisław Kędzia – polski waterpolista[195]